# Brillac
Brillac település Franciaországban, Charente megyében. Lakosainak száma 607 fő (2022. január 1.). Brillac Abzac, Esse, Lessac, Lesterps, Oradour-Fanais, Gajoubert, Confolens és Val d’Issoire községekkel határos.

## Népesség
A település népessége az elmúlt években az alábbi módon változott:
| Lakosok száma | 881  | 679  | 664  | 638  | 647  | 676  | 639  | 618  | 626  | 607  |
|               | 1968 | 1982 | 1999 | 2006 | 2011 | 2015 | 2017 | 2018 | 2020 | 2022 |